# Грязнуха (приток Каменки)
Грязнуха — река в России, протекает по Советскому району Алтайского края. Устье реки находится в 29 км от устья Каменки по правому берегу. Длина реки составляет 12 км.

## Данные водного реестра
По данным государственного водного реестра России относится к Верхнеобскому бассейновому округу, водохозяйственный участок реки — Катунь, речной подбассейн реки — Бия и Катунь. Речной бассейн реки — (Верхняя) Обь до впадения Иртыша.